# Ели до Ампаро
Ели до Ампаро (порт. Ely do Amparo; Паракамби, 14. мај 1921 — Паракамби, 9. март 1991), познатији као Ели, био је бразилски фудбалер.

## Биографија
Започео је каријеру у Америци из Рио де Жанеира 1939. године. Придружио се Канто до Рију 1940. године, а клуб је напустио 1945. године да би потом прешао у Васко да Гаму. Као део Васковог тима, освојио је шампионат Кариока 1945, 1947, 1949, 1950. и 1952. године, освојивши и Јужноамеричко клупско првенство 1948. године. Ели је прешао у Спорт Ресифе 1953. године, освојивши шампионат Пернамбукано те године и 1955. године, када се и повукао.
Одиграо је 17 утакмица за репрезентацију Бразила, а био је део тима на Светским првенствима 1950. и 1954. године. Био је део тима који је освојио Панамеричко првенство 1952. године.

## Трофеји

### Клуб
Спорт Ресифе
- Лига Пернамбуко: 1953, 1955.

Васко да Гама
- Лига Кариока: 1945, 1947, 1949, 1950, 1952.
- Клупски шампионат Јужне Америке: 1948.

### Репрезентација
- Копа Америка: прво место 1949.
- Светско првенство: друго место 1950.
- Панамеричко првенство: злато 1952.